# (19992) Schönbein
(19992) Schönbein ist ein Asteroid des mittleren Hauptgürtels, der von den deutschen Astronomen Freimut Börngen und Lutz D. Schmadel am 10. Oktober 1990 an der Thüringer Landessternwarte Tautenburg (IAU-Code 033) in Tautenburg in Thüringen entdeckt wurde.
Der Himmelskörper wurde am 9. März 2001 nach dem deutsch-schweizerischen Chemiker und Physiker Christian Friedrich Schönbein (1799–1868) benannt, der der Entdecker des Ozons (1839), des Prinzips der Brennstoffzelle (1838) und der Schießbaumwolle (1846) ist.